# Austrochilus melon
Austrochilus melon är en spindelart som beskrevs av Norman I. Platnick 1987. Austrochilus melon ingår i släktet Austrochilus och familjen Austrochilidae. Inga underarter finns listade.